# Meliosma hirsuta
Meliosma hirsuta är en tvåhjärtbladig växtart som beskrevs av Carl Ludwig von Blume. Meliosma hirsuta ingår i släktet Meliosma och familjen Sabiaceae. Inga underarter finns listade.